# Заливки
Заливки (укр. Заливки) — село в Бурштынской городской общине Ивано-Франковского района Ивано-Франковской области Украины.
Население по переписи 2001 года составляло 42 человека. Занимает площадь 0,834 км². Почтовый индекс — 77072. Телефонный код — 03435.